# Весёлый Посёлок
Весёлый Посёлок — исторический район Санкт-Петербурга. Расположен на правом берегу реки Невы. Входит в состав Невского района. Является частью исторического района Правый берег Невы. Находится между Невой, улицей Дыбенко, проспектом Большевиков и улицей Новосёлов. Жители зачастую относят к Весёлому Посёлку район севернее улицы Дыбенко до улицы Коллонтай.
Через Весёлый Посёлок протекает река Оккервиль.
На территории района находятся муниципальные округа «Народный» и №54.

## Наименование

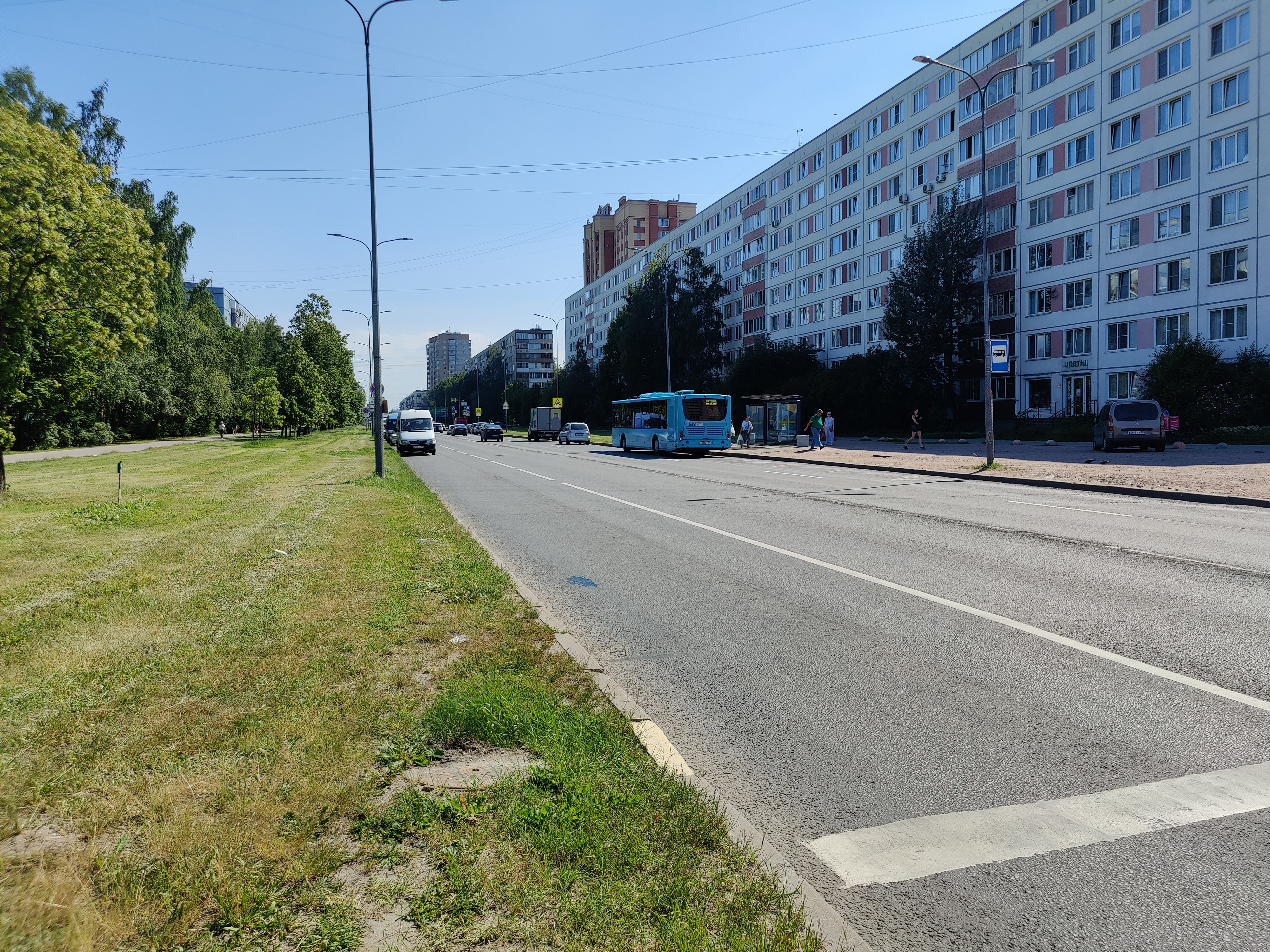
Искровский проспект

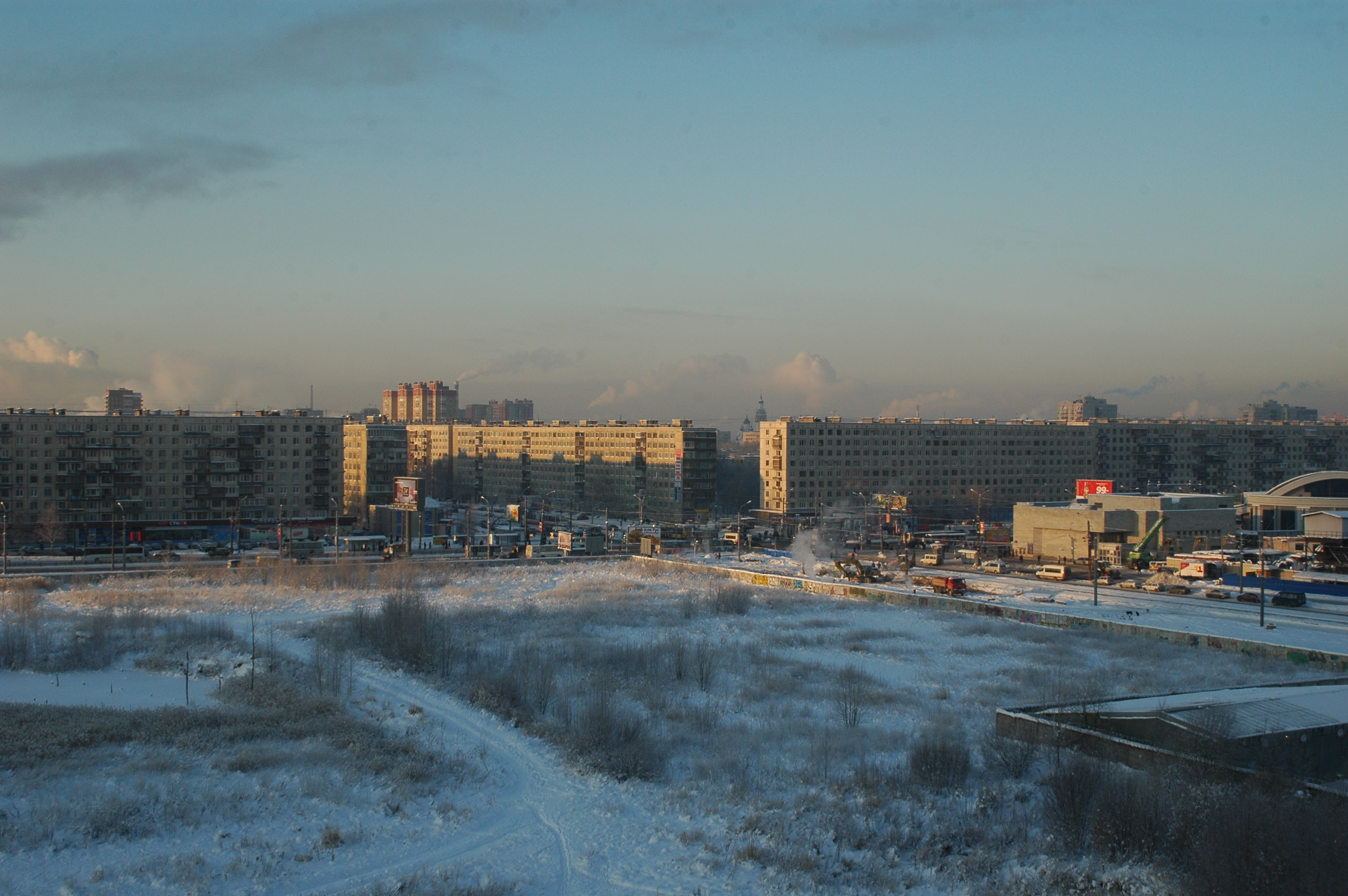
Пересечение проспекта Большевиков с улицей Дыбенко

Существует ряд версий происхождения названия Весёлый Посёлок. По одной из них, на этой территории располагались цыганские таборы, где целыми днями шло веселье и пелись песни.
По другой версии, Весёлый Посёлок получил своё имя от рабочего посёлка, принадлежавшего писчебумажной фабрике Варгунина и суконной фабрике Торнтона (она располагалась на этой территории в 1830—1840 годах). Этот посёлок располагался на четной стороне современного Дальневосточного проспекта, между улицами Челиева и Тельмана.
Однако наиболее вероятной версией считается происхождение топонима от располагавшейся здесь немецкой колонии, именовавшейся Весёлой колонией (название зафиксировано в 1880 году), или Патканово, или Весёлым посёлком. Очевидно, это перевод немецкого названия Lustdorf (так же именуется ещё несколько населённых пунктов, в том числе и знаменитая немецкая колония близ Одессы, созданная ещё в начале XIX века).

## История
С 1899 года имели свой молитвенный дом, а после 1908 года выстроили небольшую деревянную кирху, при которой работала начальная школа. Кирха была закрыта в 1935 году и позднее снесена.
Во время блокады Ленинграда на Киновеевском и Невском кладбищах, расположенных в Весёлом Посёлке, были захоронены погибшие защитники и жители города. В память о них был воздвигнут мемориал «Журавли».
В 1920-х годах началась реконструкция Весёлого Посёлка, в конце 1930-х годов построен Володарский мост, связавший Весёлый Посёлок со Щемиловкой, сооружена набережная Правого берега Невы (ныне Октябрьская набережная). Указом президиума Верховного Совета РСФСР от 8 декабря 1955 года Весёлый посёлок был включён в городскую черту Ленинграда. С 1968 года Весёлый Посёлок — район массового жилого строительства.
Характерной особенностью Весёлого Посёлка является то, что названия большинства улиц связаны с революционной тематикой: проспект Большевиков, улица Коллонтай, Искровский проспект, улица Дыбенко, улица Шотмана и т. д.

## Настоящее
Район продолжает расти за счёт интенсивного жилищного строительства. На его территории у станции метро «Проспект Большевиков» находится одна из уникальных концертных и спортивных арен, не имеющая аналогов в России, — Ледовый дворец, где в 2000 году прошли игры Чемпионата мира по хоккею с шайбой. В 2011 году открыт Центр водных видов спорта «Невская волна», расположенный на улице Джона Рида, рядом с ним разбит Парк Боевого Братства в котором установлены памятный знак 25-летию вывода советских войск Афганистана и Памятник Воинам 6 роты 104 полка 76 Псковской дивизии.
К станции метро «Улица Дыбенко» прилегает парк, названый в честь известного русского поэта — Сергея Александровича Есенина (парк Есенина).
На проспекте Большевиков между станцией метро «Улица Дыбенко» и корпусами Университета телекоммуникаций имени профессора М. А. Бонч-Бруевича расположится первый IT-центр Петербурга технопарк Ингрия.

## Церкви
На территории Весёлого Посёлка (переулок Челиева, 10 литера А) находится церковь Рождества Христова подворья Свято-Троицкого Александро-Свирского монастыря.
На Искровском проспекте, дом 11 литера А, находится храм Апостола Петра.
На улице Коллонтай находится храм в честь Рождества Христова. Рядом расположена часовня в честь иконы Пресвятой Богородицы «Утоли Моя Печали».
На проспекте Солидарности, 4, находится Свято-Троицкая домовая церковь при Александровской больнице № 17.

## Упоминания Весёлого Посёлка в культуре
- Фильм «Интердевочка» — главная героиня, согласно сюжету, проживала на территории Весёлого Посёлка. В фильме можно видеть Правобережный рынок, расположенный на пересечении улицы Дыбенко и Искровского проспекта, хотя по книге мать героини проживает вместе с дочерью на проспекте Науки, находящемся на северо-востоке города.
- У группы Billy’s Band есть песня «Веселый посёлок».
- В Весёлом Посёлке прошло детство двоих из 20 героев документального сериала режиссёра С. В. Мирошниченко «Рождённые в СССР» — два брата близнеца, Денис и Стас.
- В книге Хольма ван Зайчика «Дело лис-оборотней» действие происходит в хутунах «Разудалого поселка», прототипом которого стал Веселый посёлок.
- В романе Александра Ильянена «Пенсия».
- Во Вселенной Метро 2033 станции «Улица Дыбенко» было возвращено название исторического района.